# Fugichnia
Fugichnia és una classe etològica de traces fòssils caracteritzades com a "túnels d'escapament" que es formen com a resultat dels intents d'alguns tipus organismes d'escapar de l'enterrament en esdeveniments sobtats d'alta sedimentació com els corrents de terbolesa. Els caus solen estar traçats amb patrons en ziga-zaga (chevron pattern) que mostren la direcció ascendent en què els organismes estaven fent túnels en el moment del desplaçament i plegament del substrat sedimentari. Altra situació possible és les marques d’escapament siguin descendents, a mesura que el sediment s'erosionava per tal de no quedar al descobert.
Fugichnia ja hi apareix en la classificació genètica i ecològica proposada per Seilacher (1964).